# Protestantse kerk (Oisterwijk)
De Protestantse Kerk, voorheen Nederlands Hervormde Kerk, of Napoleonskerkje is een kerkgebouw in Oisterwijk in de gemeente Oisterwijk in de Nederlandse provincie Noord-Brabant. De kerk staat aan de Kerkstraat 64, de Sint-Petrus'-Bandenkerk staat aan het begin van diezelfde straat.

## Geschiedenis
In 1809 werd door Koning Lodewijk Napoleon een decreet getekend waardoor de oude Sint-Petrus'-Bandenkerk terug in handen komt van de rooms-katholieken. Om de Nederduitse-gereformeerden schadeloos te stellen mochten zij voor ƒ 7.000,- een nieuwe kerk laten bouwen, een zogenaamde Napoleonskerk.
Op 9 december 1809 kwam aannemer de heer Van Heijst kijken, die ook de Protestantse Kerk te Hilvarenbeek voor zijn rekening had genomen. Tien dagen later lag de tekening klaar voor de nieuw te bouwen kerk met een afmeting van 50 voet lang en 27 voet breed. In de lente van 1810 begon de bouw en op 2 september 1810 werd het nieuwe kerkgebouw officieel geopend.
In 1830 bouwde men aan de achterzijde een consistorie.
Rond 1900 werd de kerk gerestaureerd. Een nieuwe restauratie volgde in 1974.
In 2006 fuseerden de Nederlandse Hervormde Gemeente van Oisterwijk met de Gereformeerde Kerk van Oisterwijk. Het ontstane kerkgenootschap heet sindsdien Protestantse Gemeente Oisterwijk en het Nederlands Hervormde Kerkje heet sindsdien Protestantse Kerk.

## Opbouw
Het classicistische kerkgebouw is een zaalkerkje gedekt door een schilddak met midden bovenop een dakruiter. Het kerkje is voorzien van rondboogvensters en in de gevels zijn geblokte pilasters aangebracht.